# Saladyn
Saladyn, fr. Saladin, od arab. صلاح الدين (pełne imię: al-Malik an-Nasir Salah ad-Dunja wa-ad-Din Abu al-Muzaffar Jusuf ibn Ajjub ibn Szazi al-Kurdi, ur. 1138 w Tikricie, zm. 4 marca 1193 w Damaszku) – sułtan, założyciel dynastii Ajjubidów, panujący w latach 1174–1193.
Był synem Ajjuba ibn Szaziego, Kurda służącego wraz ze swoim bratem Szirkuhem najpierw Seldżukom, a następnie Zengidom. Wziął udział w wyprawach swojego wuja do Egiptu i po jego śmierci w 1169 przejął po nim urząd wezyra u ostatniego Fatymidy Al-Adida, zaś po jego obaleniu został namiestnikiem Nur ad-Dina w tym kraju. Po śmierci władcy w 1174, Saladyn wykorzystał Egipt jako bazę do opanowania lub podporządkowania sobie w ciągu następnych dwunastu lat posiadłości Zengidów, a także Artukidów i Begteginidów, tworząc państwo rozciągające się od Egiptu, poprzez Lewant, aż do Al-Dżaziry.
W 1187 zadał druzgocącą klęskę wojskom Królestwa Jerozolimskiego w bitwie pod Hittinem, po czym opanował niemal wszystkie ziemie krzyżowców, włącznie z Jerozolimą. W odpowiedzi na utratę Ziemi Świętej w Europie zwołano III krucjatę, która w latach 1189–1192 odbiła z rąk Saladyna Akkę, Jafę i Askalon, jednak okazała się niezdolna do opanowania Jerozolimy. Rozejm zawarty we wrześniu 1192 potwierdzał większość zdobyczy Saladyna, oddając krzyżowcom jedynie wybrzeże Królestwa Jerozolimskiego aż po Jafę.
Został pochowany w Meczecie Umajjadów w Damaszku. Po swojej śmierci stał się przedmiotem licznych dzieł o charakterze zarówno historiograficznym, jak i literackim, które zazwyczaj przedstawiały jego uszlachetniony i uromantyczniony wizerunek. W europejskiej literaturze stał się typem „szlachetnego muzułmanina”. Jego osoba jest wykorzystywana w dzisiejszym świecie islamu jako przykład walki o muzułmańską Palestynę.

## Życiorys

### Początki kariery
Słowo Saladin (od którego pochodzi polska forma Saladyn) jest francuskim zniekształceniem arabskiego tytułu (lakab) Salah ad-Din (dosłownie „Dobro Wiary”). Saladyn był synem Ajjuba ibn Szaziego, Kurda z rodu Rawwadydów, który sprawował urząd namiestnika Tikritu pod rządami Seldżuków. Wkrótce po narodzeniu Saladyna Ajjub wraz ze swoim bratem Szirkuhem przeszedł na służbę atabega Mosulu i Aleppo Zengiego (1128–1146), by po jego śmierci służyć jego synowi Nur ad-Dinowi (1146–1174). Saladyn wychował się w Damaszku i miasto miało być jego ulubioną rezydencją także podczas jego panowania. Przez krótki czas w roku 1165 sprawował w nim urząd szefa policji (szihna), był jednak bardziej znany jako jeden z ulubionych towarzyszy Nur ad-Dina w grze w polo. Saladyn wziął udział w trzech wyprawach do Egiptu przedsięwziętych przez Szirkuha w latach 1164, 1167 i 1169. Wuj Saladyna interweniował tam w imieniu Zengidów, mając za zadanie uniemożliwienie podboju Fatymidów przez krzyżowców. Saladyn odegrał istotną rolę podczas tych ekspedycji, w szczególności podczas drugiej z nich, kiedy bronił oblężonej Aleksandrii. Ostatecznie w roku 1169 Szirkuh opanował Egipt i objął urząd wezyra ostatniego Fatymidy Al-Adida (1160–1171), niedługo po tym jednak zmarł 23 marca 1169 roku.
Po śmierci Szirkuha o urząd wezyra rywalizowało kilku wyższych dowódców sił ekspedycyjnych, Saladyn wykazał się jednak nieprzeciętnymi zdolnościami politycznymi i opierając się m.in. na kurdyjskiej gwardii Szirkuha, Al-Asadijja, zdobył nominację dla siebie. Później Saladyn miał sformować własną gwardię, As-Salahijja – oba te oddziały miały odegrać ogromną rolę w późniejszej historii dynastii Ajjubidów. Pierwszym zadaniem jakie stanęło przed nowym wezyrem było pokonanie buntujących się wojsk fatymidzkich, w szczególności zaś czarnych Sudańczyków. Rewoltę tych ostatnich krwawo stłumił brat Saladyna Turan Szah. W roku 1171 Saladyn ostatecznie pozbawił rządów Al-Adida, kończąc panowanie Fatymidów w Egipcie i przywracając kraj na łono sunnizmu. Formalnie Saladyn był odtąd jedynie namiestnikiem Nur ad-Dina w Egipcie, w rzeczywistości jednak jego potęga co najmniej dorównywała sile jego pana. Bojąc się utraty władzy w Egipcie Saladyn starał się zdobyć ziemie poza strefą wpływów Zengidów, wysyłając Turan Szaha z ekspedycjami do Nubii w roku 1173 i Jemenu w roku 1174. Ta ostatnia wyprawa dała początek rządom Ajjubidów nad tym krajem, które trwały aż do roku 1232. W międzyczasie narastało napięcie pomiędzy Nur ad-Dinem a formalnie mu podległym Saladynem, do otwartego konfliktu pomiędzy nimi jednak nie doszło, ponieważ Zengida zmarł w roku 1174 pozostawiając po sobie jako następcę małoletniego syna As-Saliha Isma'ila (1174–1181).

### Walka o dziedzictwo Zengidów

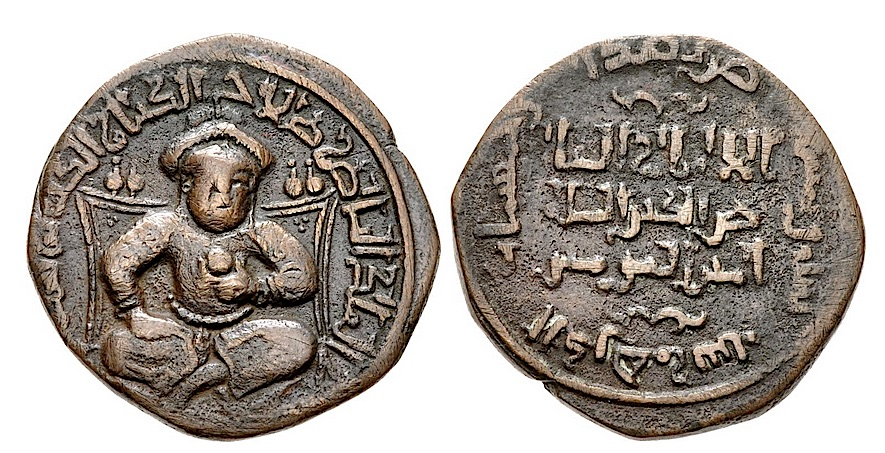
Dirham Saladyna, rok 1189/1190

Regentem u boku As-Saliha w Aleppo został eunuch Kumusztakin, zaś Saladyn, także pretendujący do opieki nad młodym Zengidą, jeszcze w tym samym 1174 roku zajął Damaszek, wezwany przez miejscowego emira Ibn al-Mukaddama. Wkrótce potem włączył też do swoich posiadłości Hims, Hamę i Baalbek. W latach 1175 i 1176 Saladyn pokonał siły As-Saliha w dwóch bitwach i faktycznie zmusił do uznania swojej zwierzchności, ujmując ją jako obowiązek dostarczania wojska na wojnę z Frankami. W roku 1180 Nur ad-Din Muhammad, artukidzki władca Hisn Kajfy (dzis. Hasankeyf), poprosił Saladyna o interwencję w obronie przed sułtanem Rumu Kilidż Arslanem (1156–1192). W rezultacie obaj sułtani spotkali się nad rzeką Göksu i uzgodnili że terytorium Artukidów znajdzie się w strefie wpływów Saladyna. W grudniu 1181 roku As-Salih zmarł i władzę w Aleppo przejął jego kuzyn Izz ad-Din Masud (1180–1193) z Mosulu. Niemal natychmiast wybuchła wojna pomiędzy Izz ad-Dinem a Saladynem, chociaż ten pierwszy bardzo szybko wymienił Aleppo na Sindżar ze swoim bratem Zengim II (1171–1197). Saladyn przybył pod Aleppo we wrześniu 1182 roku, lecz zamiast prowadzić wojnę raczej wdał się w negocjacje. Przy okazji został jednak zaproszony przez sprzyjających mu pomniejszych władców po drugiej stronie Eufratu, gdzie zaakceptował sojusz lub odebrał hołd Begteginidów, Zengidów i Artukidów panujących w takich miastach jak Sarudż (dzis. Suruç), Ruha (dzis. Şanlıurfa), Ar-Rakka i Nusaybin. Ostatecznie Saladyn rozpoczął także oblężenie Mosulu, które jednak szybko zwinął, w drodze powrotnej na zimowe kwatery zajmując Sindżar. W kwietniu 1183 roku Saladyn zajął Amidę (dzis. Diyarbakır) i zgodnie z przyrzeczeniem przekazał ją Nur ad-Din Muhammadowi. Po tym wydarzeniu poddali mu się także Artukidzi z Majjafarikinu (dzis. Silvan) i Mardinu, zaś w czerwcu 1183 roku Zengi II oddał Aleppo, otrzymując w zamian ponownie Sindżar wraz z dodatkowymi miastami.
W lipcu 1185 roku Saladyn ponownie rozpoczął obleganie Mosulu, w grudniu musiał jednak odstąpić od miasta, gdyż poważnie się rozchorował. Niemniej Izz ad-Din Masud był już wyczerpany walką i w lutym 1186 roku uzgodniono warunki pokoju, zgodnie z którym Zengida uznawał zwierzchność Saladyna i zobowiązywał się dostarczać mu wojsk na potrzeby dżihadu. Saladyn był tak chory w styczniu i lutym 1186 roku, że wydawało się, iż umrze (podyktował nawet testament). Pod koniec lutego zaczął jednak wracać do zdrowia – niektórzy historycy wiążą tę ciężką chorobę z wewnętrzną przemianą Saladyna, który odtąd miał poświęcić się wojnie przeciwko krzyżowcom, podczas gdy wcześniej walczył głównie z muzułmanami. Jak pisze Peter M. Holt: „poczynania Saladyna w ciągu dwunastu lat po śmierci Nur ad-Dina dowodzą, że był on postacią kontrowersyjną, co znalazło odbicie zarówno w ocenie współczesnych mu kronikarzy, jak i w pracach historyków naszych czasów. Wydarzenia na przestrzeni lat 569/1174–581/1186 wskazują, że myślą przewodnią jego polityki była nie tyle święta wojna, ile pragnienie zjednoczenia wszystkich ziem Zengidów pod swoim zwierzchnictwem. Być może zmierzał do tego poprzez prowadzenie wielkiej kampanii przeciwko Królestwu Jerozolimskiemu, lecz nie można założyć, że był to jego jedyny i najważniejszy cel”. Jak szacuje Thomas Asbridge od roku 1174 do 1186 Saladyn spędził „około trzydziestu trzech miesięcy na walkach z muzułmanami, a tylko jedenaście na walkach z Frankami”. W swojej propagandzie Saladyn przedstawiał jednak każde swoje przedsięwzięcie jako ostatecznie służące pokonaniu krzyżowców, zaś konflikty z muzułmańskimi przeciwnikami ukazywał jako usprawiedliwione stosowanie przymusu wobec tych, którzy nie chcą wziąć udziału w walce o wspólną sprawę.
Po tym, jak powrócił do zdrowia, Saladyn przystąpił do reorganizacji swojego państwa, dzieląc je niemal w całości pomiędzy członków swojego rodu, samemu zaś zatrzymując jedynie władzę zwierzchnią nad nimi. Najważniejsze posiadłości otrzymali jego synowie: najstarszy Al-Afdal Ali (1193–1196) Damaszek, Al-Aziz Usman (1193–1198) Egipt zaś Az-Zahir Ghazi (1193–1216) Aleppo. Młodszy brat Saladyna Al-Adil (1193–1218) został regentem małoletniego Al-Aziza w Egipcie, zaś bratanek Saladyna Al-Muzaffar Umar otrzymał Hamę i szereg posiadłości w Al-Dżazirze. Jeszcze wcześniej Saladyn przekazał Hims synowi Szirkuha, Muhammadowi, i miastem odtąd mieli rządzić jego kolejni potomkowie.

### Wojna z Frankami

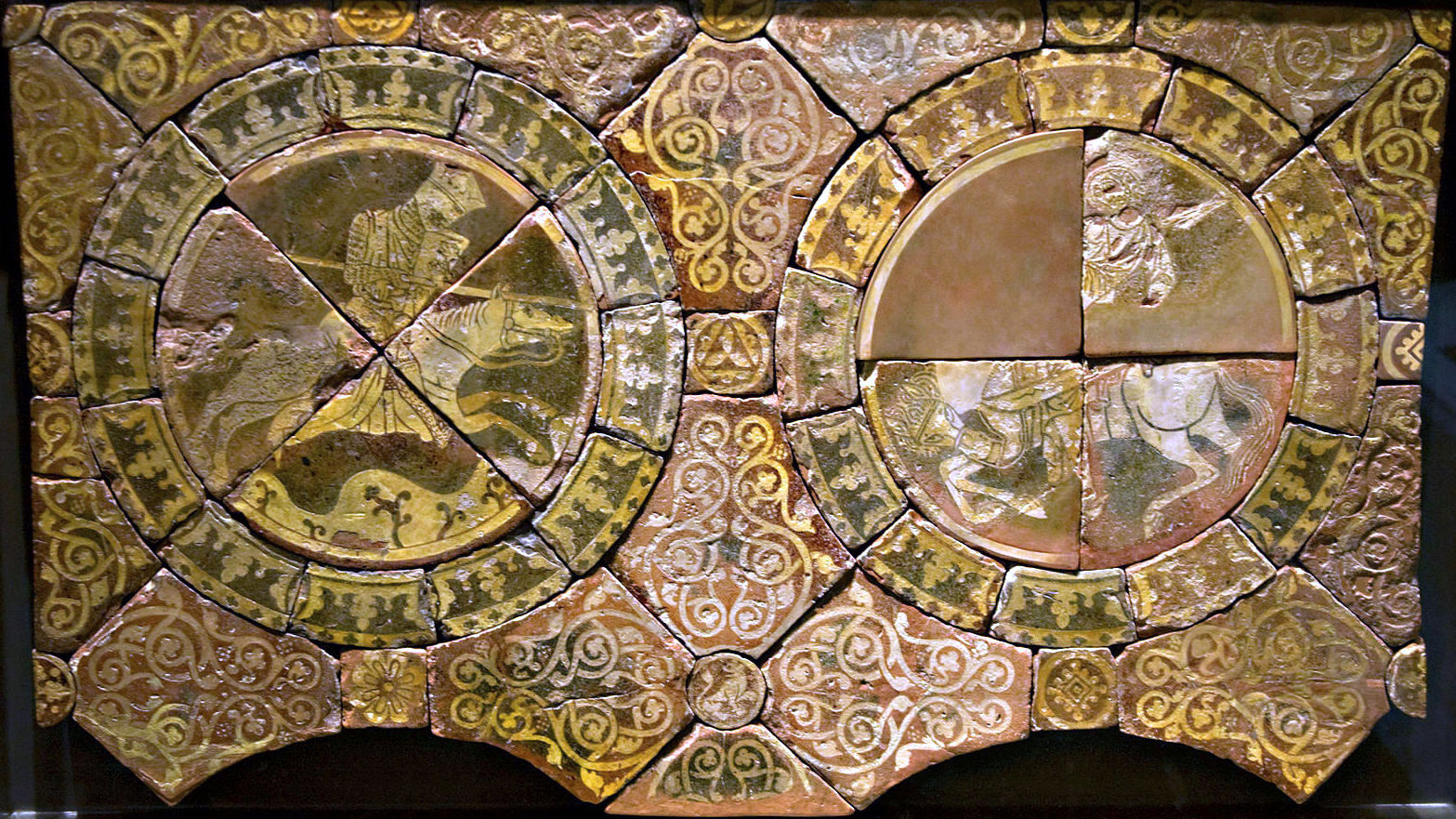
Ryszard walczący z Saladynem. Kafle wyprodukowane ok. 1250–1260 w Chertsey

Do roku 1187 doszło jedynie do dwóch poważnych starć pomiędzy Saladynem a Frankami: w roku 1177, gdy Saladyn przypuścił atak na Królestwo Jerozolimskie, został pokonany przez króla Baldwina IV (1174–1185) w bitwie pod Montgisard, zaś w roku 1179 zdobył nowo zbudowany przez Franków zamek przy tzw. Brodzie Jakuba nad Jordanem, na szlaku z Damaszku do wybrzeża palestyńskiego. Saladyn atakował Królestwo Jerozolimskie także w latach 1183 i 1184, chcąc przede wszystkim zdobyć twierdzę Al-Karak, skąd łupieżcze wyprawy na muzułmanów przedsiębrał Renald z Châtillon, w obu przypadkach nie doszło jednak do żadnego rozstrzygającego starcia. Na ogół przeważały okresy zawieszenia broni, a w roku 1185 Saladyn zawarł czteroletni rozejm z Królestwem Jerozolimskim. Sytuacja zmieniła się kiedy w roku 1186 królem został Gwidon de Lusignan (1186–1192, 1192–1194) i do głosu wśród krzyżowców doszła partia wojenna. 4 lipca 1187 roku Saladyn całkowicie zniszczył armię krzyżowców pod Hittinem i wziął do niewoli króla Jerozolimy, który został jednak zwolniony rok później, pod warunkiem złożenia przyrzeczenia, w którym zrzekał się królestwa i obiecał opuścić Ziemię Świętą. Renald z Châtillon także dostał się do niewoli, ponieważ jednak wcześniej napadał m.in. na muzułmańskich pielgrzymów, został zabity. W skład armii pokonanej pod Hittinem wchodzili niemal wszyscy zdolni do walki mężczyźni królestwa i jego niemal pozbawione obrońców miasta i twierdze stały się właściwie bezbronne. Podczas następnych dwóch lat Saladyn zdobył je wszystkie, włącznie z Jerozolimą, która poddała się 2 października 1187 roku. Wyjątkiem był Tyr, gdzie bronił się Konrad z Montferratu (1192). Saladyn zajął także szereg twierdz Hrabstwa Trypolisu i Księstwa Antiochii, w tym m.in. Latakię, Dżablę i Tartus. Istotną rolę w tym szybkim podboju odegrał fakt, że Saladyn z reguły oferował chrześcijanom korzystne warunki kapitulacji, które zazwyczaj były przestrzegane. „Dochowując danego słowa i nie łupiąc zwyczajnie Lewantu, Saladyn szybko ugruntował swoją reputację jako słownego i honorowego władcy. Okazało się to potężną bronią, bo mając do wyboru nieuniknioną porażkę lub obietnicę życia, większość garnizonów poddawała się”. 
Klęska pod Hittinem i utrata Jerozolimy doprowadziły do zwołania w Europie nowej wyprawy krzyżowej, do której akces zgłosiło „trzech najpotężniejszych monarchów Europy Zachodniej”: cesarz Fryderyk Barbarossa (1152–1190), król Francji Filip August (1180–1223) i król Anglii Ryszard Lwie Serce (1189–1199). Spośród nich Fryderyk wraz ze swoją wielką armią udał się do Ziemi Świętej drogą lądową, przebywając Europę i Anatolię, jednak pochód jego wojsk załamał się gdy cesarz utonął w rzece Göksu 10 czerwca 1190 roku. W rezultacie niewielu niemieckich żołnierzy dotarło do celu krucjaty, jednakże sama świadomość pochodu Barbarossy zmusiła Saladyna do utrzymywania znacznych sił w Syrii i tym samym wiązała oddziały, które mogłyby być użyte w Palestynie. Tymczasem Frankowie przejęli inicjatywę kiedy pod koniec sierpnia 1189 roku król Gwidon, który złamał złożone Saladynowi przyrzeczenie, zaatakował Akkę. Początkowo wydawało się, że nie ma on żadnych szans na zdobycie miasta, jednak przyłączały się do niego coraz to nowe przybywające morzem oddziały krzyżowców, które ufortyfikowały się i pomimo ataków Saladyna przetrwały aż do przybycia drogą morską królów: Filipa Augusta w kwietniu 1191 roku i Ryszarda w czerwcu tego samego roku. Ostatecznie oblężenie Akki zakończyło się zdobyciem miasta przez chrześcijan w lipcu 1191 roku. Po tym zwycięstwie Filip August powrócił do Francji, większość jego armii pozostała jednak na miejscu i przeszła pod dowództwo Ryszarda, który ruszył na południe i pokonał Saladyna w walnej bitwie pod Arsuf 7 września 1191 roku, po czym zajął Jafę. Po tej porażce Saladyn zaczął stosować wobec krzyżowców taktykę spalonej ziemi – kiedy ci zdobyli Askalon, okazało się, że miasto zostało przedtem zniszczone przez muzułmanów. Ryszard dwukrotnie czynił wypady na wzgórza otaczające Jerozolimę, lecz za każdym razem był zmuszony zawrócić z miejscowości Bajt Nuba, oddalonej zaledwie kilka kilometrów od celu wyprawy. Sytuacja stała się patowa i we wrześniu 1192 roku zawarto trzyletni rozejm, zgodnie z którym krzyżowcy zatrzymywali wybrzeże aż po Jafę, jednak poza tym zdobycze Saladyna z lat poprzednich pozostały nienaruszone.

## Dziedzictwo

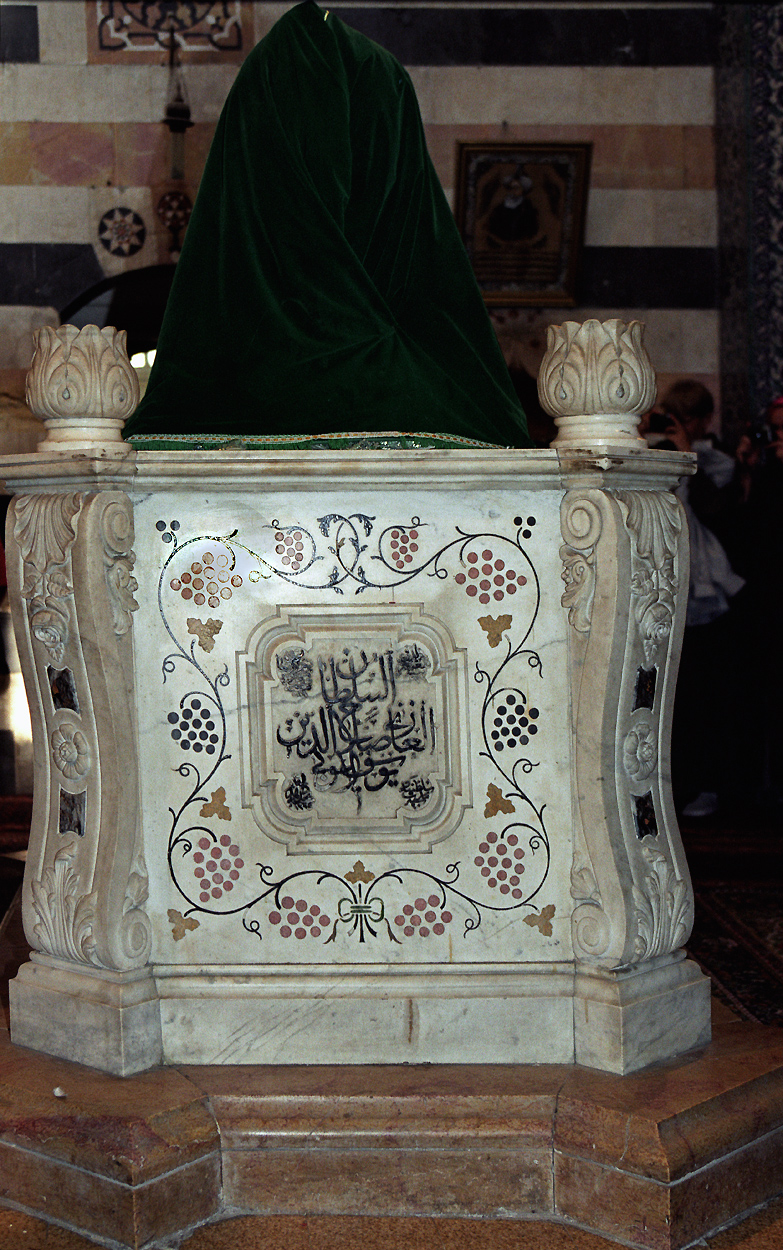
Grób Saladyna w Damaszku

Saladyn zmarł 4 marca 1193 roku. Początkowo pochowano go w damasceńskiej cytadeli, jednak w grudniu 1195 roku jego ciało zostało przeniesione do nowo zbudowanego grobu (turba) w Meczecie Umajjadów. Jakikolwiek był wcześniejszy stosunek do niego wśród muzułmanów (a wielu uważało go po prostu za uzurpatora), wydaje się, że pod koniec życia jego pretensje do przewodzenia ogólnomuzułmańskiemu dżihadowi zostały uznane, o czym świadczy choćby fakt, że podczas trzeciej krucjaty zengidzcy władcy Mosulu i Sindżaru konsekwentnie przysyłali mu swoje oddziały, pomimo tego, że w ówczesnej sytuacji nie miał on właściwie żadnych środków, żeby ich do tego zmusić. Obraz Saladyna obecny zarówno w dawnej, jak i współczesnej historiografii, został ukształtowany przede wszystkim przez jego muzułmańskich biografów – w szczególności służących na jego dworze Imad ad-Dina al-Isfahaniego i Baha ad-Dina ibn Szaddada. Ich dzieła miały charakter panegiryczny i spotkały się z odpowiedzią historyka na służbie Zengidów, Ibn al-Asira, który przedstawił bardziej wyważony obraz sułtana. Trud pogodzenia ze sobą tych sprzecznych historiografii wziął na siebie żyjący w Damaszku Abu Szama. Kiedy ukończył on swoją pracę w roku 1253 świeże jeszcze były wspomnienia niedawnej krucjaty Ludwika IX, zaś na wschodzie całemu światu muzułmańskiemu zagrażał niepowstrzymany pochód Mongołów. Stąd dzieło Abu Szamy miało w jego zamierzeniu być apelem do współczesnych władców muzułmańskich, którzy byli bliscy zaprzepaszczenia zdobyczy swoich heroicznych przodków i w tym celu przedstawił on Zengiego, Nur ad-Dina i Saladyna jako „swego rodzaju trzy ogniwa apostolskiego łańcucha wyzwolicieli Syrii i Palestyny od Franków”.
Pomimo walki z krzyżowcami w europejskiej literaturze Saladyn stał się typem „szlachetnego muzułmanina”, czego świadectwem może być umieszczenie go przez Dantego w limbo, wraz z wielkimi ludźmi starożytności, którym oszczędzono piekła. W późnym średniowieczu i w czasach nowożytnych zainteresowanie krucjatami, a tym samym także postacią Saladyna, znacznie spadło zarówno wśród chrześcijan jak i muzułmanów. W Europie wzrosło ono ponownie dopiero w okresie romantyzmu, czego wyrazem w przypadku Saladyna była powieść Waltera Scotta Talizman, gdzie szkocki powieściopisarz stworzył jego „romantyczny” wizerunek jako dzielnego i mądrego „szlachetnego dzikusa” (Saladyn jest także bohaterem np. poematu scenicznego Natan mędrzec autorstwa Gottholda Ephraima Lessinga). Pod wpływem europejskim pod koniec XIX wieku także w świecie muzułmańskim zaczęło odżywać zainteresowanie okresem krucjat, jednak proces idealizowania Saladyna jako głównego islamskiego bohatera walk o Ziemię Świętą nabrał rozpędu dopiero po utworzeniu na terenie Palestyny państwa Izrael w 1948 roku. W świecie islamu zaczęto porównywać zajęcie Palestyny przez Izrael do jej wcześniejszego zaboru przez krzyżowców, zaś Saladyn, który pokonał najeźdźców średniowiecznych, stał się głównym wzorem walki z najeźdźcami współczesnymi. I tak m.in. prezydent Egiptu Naser twierdził, że stworzenie Izraela było „substytutem krucjat”, i próbował w różny sposób nawiązywać do osoby Saladyna, czego wyrazem było m.in. powstanie w roku 1963 filmu Saladyn w reżyserii Jusufa Szahina, swego czasu najdroższego arabskiego filmu. Także prezydent Syrii Hafiz al-Asad uważał się za „nowego Saladyna”. Najsilniej kult osoby Saladyna propagował chyba jednak prezydent Iraku Saddam Husajn, który podkreślał zwłaszcza wspólne z nim miejsce urodzenia w Tikricie. Irackie znaczki i banknoty przedstawiały Saladyna obok Saddama, a jego pałace były udekorowane złotymi statuami prezydenta w stroju sułtana.